# ميخا تامبايونغ
مودي ميخا ماريا تامبايونغ (بالإندونيسية: Maudy Mikha Maria Tambayong)‏ هي ممثلة مغنية إندونيسية.

## روابط خارجية
- ميخا تامبايونغ على موقع IMDb (الإنجليزية)
- ميخا تامبايونغ على موقع قاعدة بيانات الفيلم (الإنجليزية)